# Königlich ungarische Leibgarde

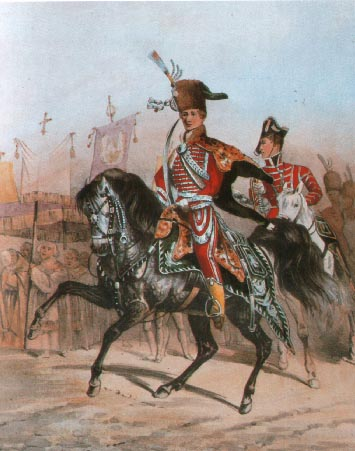
k.u. Leibgarde um 1838

Die königlich ungarische Leibgarde (k.u. Leibgarde) war eine der fünf Gardeformationen des Kaisers von Österreich, resp. in dieser Funktion – des Königs von Ungarn. Sie war neben der Arcièren-Leibgarde die vornehmste der Garden und dieser gleichgestellt.
Stabssitz war in der Hofstallstraße 7 (seit 1919 Museumstraße, Palais Trautson) in Wien, VII. Bezirk.

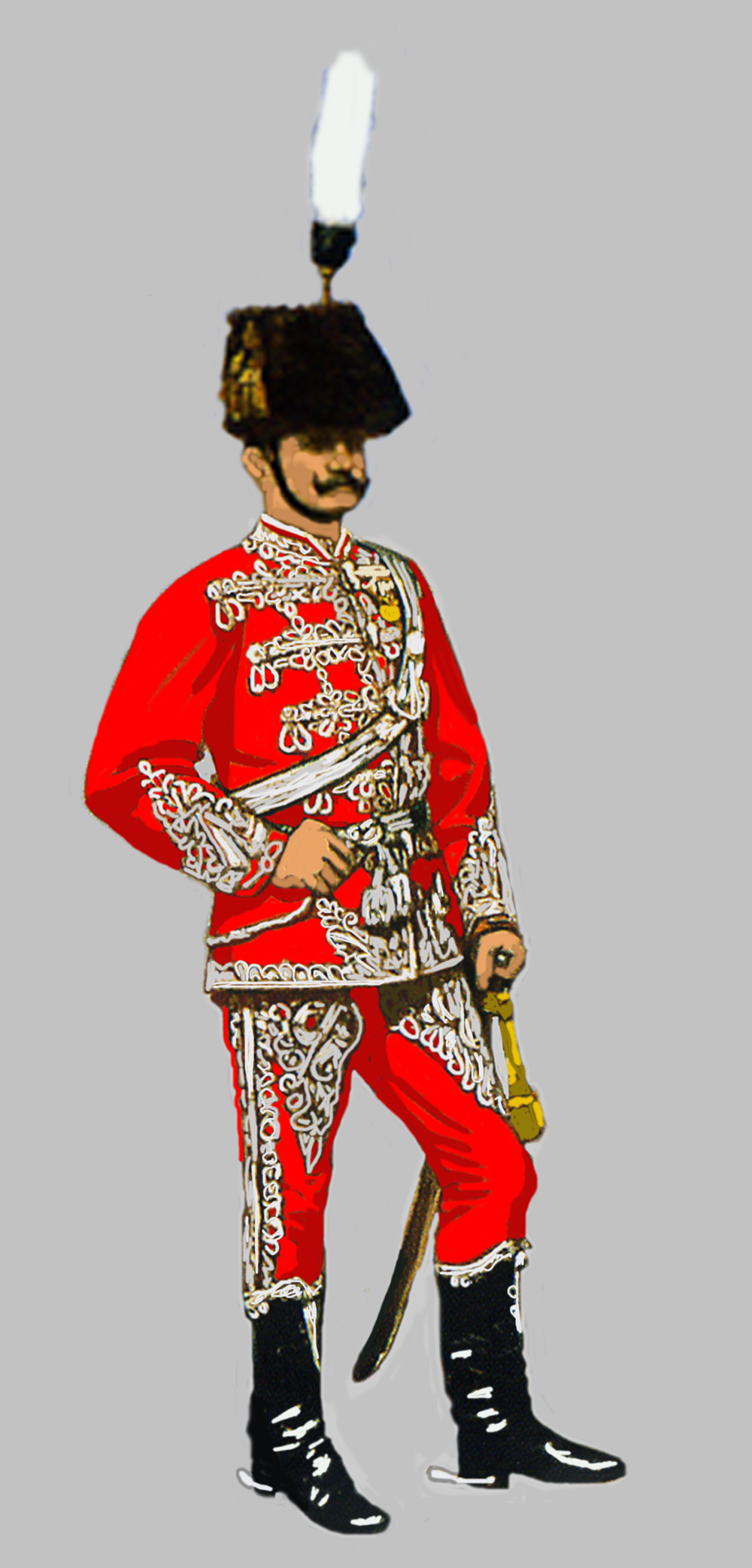
Leibgarde in Hofdienstadjustierung

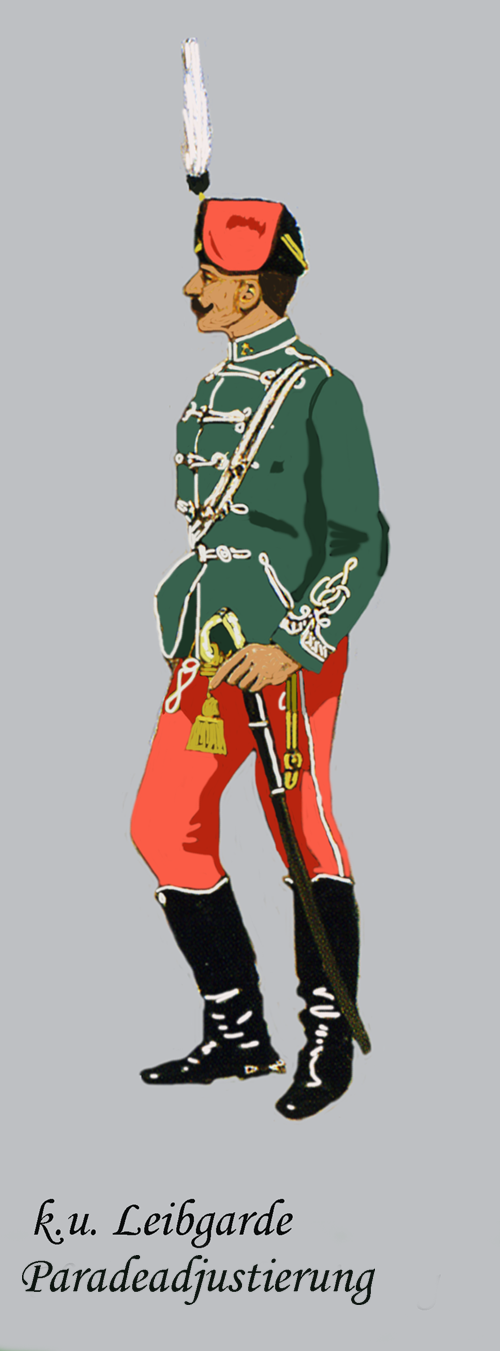
Leibgarde in Paradeadjustierung

## Kommandostruktur im August 1914
- Gardekapitän: General der Kavallerie Albert Graf Lónyay de Nagy-Lónya et Vasáros-Namény
- Gardeoberleutnant: Feldmarschalleutnant[1] Anton Markgraf Pallavicini
- Gardeleutnant und Gardehauskommandant: Oberst Adalbert Spányik von Dömeháza
- Gardewachtmeister: Oberstleutnant Georg Gaisia – Major Eduard Schwarz – Major Eugen Freiherr von Geyso

## Liste der Kommandanten
Die Liste folgt den Angaben von Ságvári György:
- 1760–1762: Lipót Graf von Pálffy (1716–1773)
- 1762–1787: Nikolaus I. Joseph Fürst Esterházy de Galantha
- 1787–1791: Anton Graf Károlyi von Nagykároly (1732–1791)
- 1791–1794: Antal Fürst Esterházy de Galantha (1738–1794)
- 1794–1803: Position vakant
- 1803–1833: Miklós Fürst Esterházy de Galantha (1765–1833)
- 1833–1840: Ignác Freiherr von Splényi (1772–1840)
- 1840–1848: Ágoston Graf von Vécsey (1775–1857)
- 1867–1875: Franz Graf Haller von Hallerkeö (1796–1875)
- 1875–1887: Ignaz Freiherr von Fratricsevics (1820–1887)
- 1887–1902: András Graf von Pálffy (1887–1902)
- 1902–1912: Alajos György (Louis) Prinz von Esterházy de Galantha (1844–1912)
- 1912–1914: Géza Freiherr Fejérváry von Komlós-Keresztes (1833–1914)
- 1914–1918: Albert Graf von Lónyay (1850–1923)

## Geschichte
Mit Gründungsdiplom vom 11. September 1760 wurde diese Garde unter dem ursprünglichen Namen Ungarische Adelige Leibgarde (auch Ungarische Nobelgarde – praetoriana nobilis turma genannt) gegründet. Sie sollte nicht mehr als 100 – 120 Mann betragen und war von Anfang an in der Eigenschaft als Militärkorps der Jurisdiktion des Hofkriegsrates unterstellt.
Ursprüngliche Aufgabe war der diplomatische Kurierdienst und die Eskorte der Kaiserin Maria-Theresia.
Im Jahre 1810 wurde die ungarische Garde nach anhaltendem Personalschwund mit erhöhtem Personalstand (183 Mann) neu formiert. Die seit der ungarischen Revolution faktisch nicht mehr bestehende Garde löste man am 14. Januar 1850 auf. Mit „Handschreiben s.M. des Kaisers und Königs“ vom 21. April 1867 unter dem Namen Königlich ungarische adelige Leibgarde neu errichtet. Der Name wurde am Ende 1868 in Königlich ungarische Leibgarde geändert und bestand bis 1918.
Der Personalbestand lag etwa bei 40 Mann. Als Kaserne war ihr das Palais Trautson zugewiesen.

## Aufgaben
In Österreich-Ungarn waren die Gardeformationen nicht in der Lage, kriegerische Handlungen durchzuführen; dies im Gegensatz zu den umfangreicheren Garden in Frankreich (Kaiserreich), Großbritannien oder Deutschland. Es bestanden nur fünf kleine Einheiten, von denen lediglich drei den Begriff Leibgarde für sich in Anspruch nehmen konnten und Kompaniestärke erreichten.
Die k.u. Leibgarde war eine Ehrengarde, in die nur verdiente Offiziere berufen wurden, um den König bei festlichen Anlässen zu begleiten, wobei der Schutz der Person des Königs, allein wegen des teilweise hohen Alters der Gardisten, nicht im Vordergrund stehen konnte.
Die Aufgaben waren rein repräsentativer Art. In Hofdienstsachen unterstand sie dem Ersten Obersthofmeister als Oberstem aller Garden (die Aufgaben einer Garde im militärischen Sinne oblagen in Österreich-Ungarn der k.u.k. Leibgardereitereskadron und der k.u.k. Leibgardeinfanteriekompanie, sowie eingeschränkt auch der k.u.k. Trabantenleibgarde).

## Chargen
Die Garde bestand nur aus Generälen, Stabs- und Oberoffizieren mit der folgenden Chargenbezeichnung:
- Gardekapitän = höherer General
- Gardekapitänleutnant = höherer General
- Gardeoberleutnant = Feldmarschalleutnant/Generalmajor
- Gardeleutnant = Generalmajor/Oberst
- Gardewachtmeister = Major
- Gardevizewachtmeister = Rittmeister 1. Kl.
- Garde = Rittmeister/Oberleutnant

## Adjustierungen

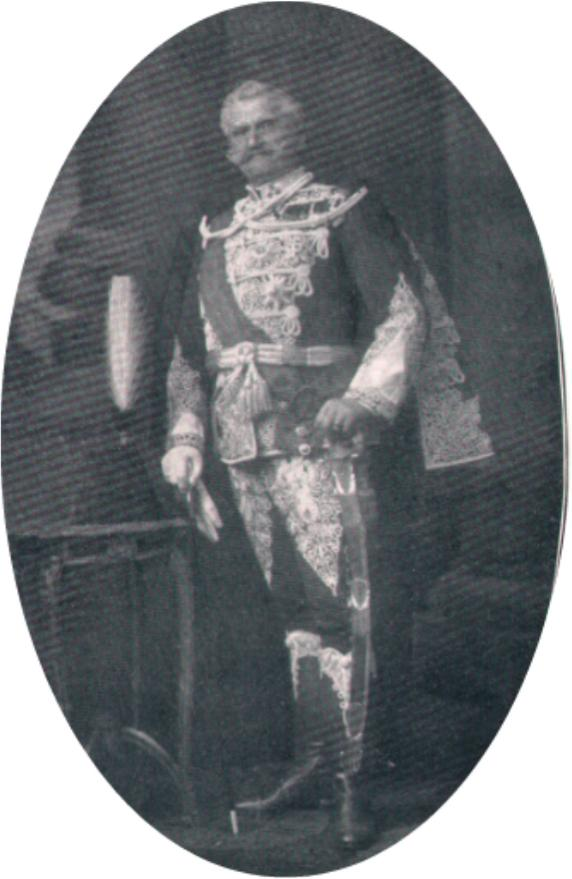
General Geza Freiherr Fejérváry de Komlós-Keresztes als Gardekapitän der k.u. Leibgarde

- Hofdienstadjustierung

- Sie umfasste für den Gardekapitän und die Gardeoberoffiziere die folgenden Montur:

Kalpak mit Reiherbusch, Hofdienstattila, Hofdienstpelz, Hofdienststiefelhose, Leibgürtel, altungarischem Säbel mit Hofdienstsäbelkuppel und Portepee, Handschuhen, Radmantel, Tschismen (Husarenstiefel, gelb oder schwarz), Kommandostock.
- Für Gardechargen und Garden:

Kalpak mit Reiherbusch, Hofdienstattila, Pantherfell, Hofdienststiefelhose, Kartusche, Leibgürtel, altungarischem Säbel mit Hofdienstsäbelkuppel und Portepee, Handschuhen, Radmantel, Tschismen (gelb oder schwarz), Kommandostock (für Gardechargen)
- Paradeadjustierung

- Sie umfasste für den Gardekapitän und die Gardeoberoffiziere im Generalsrang die folgenden Montur:

Kutschma (altungarische Kopfbedeckung) mit Reiherbusch, Sommerattila, Winterattila, Pantalons, Leibgürtel, Stiefeletten, Mantel, Handschuhe, Infanterieoffizierssäbel, Säbelkuppel, Portepee, Feldbinde.
- Für Gardeoberoffiziere ohne Generalsrang, Gardechargen und Garden:

Kutschma mit Reiherbusch, Sommerattila, Winterattila, krapprote Stiefelhose, Kartusche, Leibgürtel, Kavallerieoffizierssäbel, Säbelkuppel, Portepee, Tschismen.

## Montierung
- Kopfbedeckung

Zur Hofdienstuniform wurde als Kopfbedeckung der Kalpak getragen. Er war mit einem grünen Tuchsack, sowie weißem Reiherbusch und Iltisverbrämung ausgestattet. Auf der rechten Seite befand sich ein goldenes Schnurgeflecht. Der Reiherbusch hatte 38 cm hoch zu sein, die den Ansatz verdeckenden Straußenfedern dagegen 7 cm.
Die Hofdienstattila war aus hochrotem Tuch hergestellt und unterschied sich von der eines ungarischen Generals durch silberne Verschnürung. Der Gardekapitän trug am Kragen je drei goldgestickte Sterne, Oberleutnant und Leutnant den Dienstgradabzeichenvorschriften entsprechend. Die Gardevizewachtmeister als Rittmeister und alle untergeordneten Dienstgrade trugen keine Rangsterne. Garden hatten am Ärmel und Kragen eine 2,6 cm breite Silberborte. Die Gardechargen in Stellung des Gardevizewachtmeisters (als Rittmeister) eine 3,3 cm breite Silberborte am Kragen und eine ebensolche 2,6 cm breite Borte an den Ärmeln. Der Gardevizewachtmeister (als Major) und der Gardewachtmeister führten beide Borten von 3,3 cm Breite.
Der Gardehofdienstpelz war gleichfalls aus hochrotem Tuch gefertigt und mit einer Iltisverbrämung ausgestattet. Die Hofdienststiefelhose bestand aus rotem Tuch und war mit Silberborten und Silberverschnürung verziert, wobei die Reichhaltigkeit der Verzierung mit der Höhe des Dienstgrades zunahm.
Der Säbel als Seitenwaffe war nach altungarischem Vorbild gefertigt. Die Klinge war etwa 70 cm lang, 4 cm breit, beidseitig geschliffen mit Hohlschliff. Die Scheide bestand aus schwarzem Leder mit drei silbernen Beschlägen, die strahlenförmige, in einem Kreis zusammenlaufende Kerben aufwiesen. Die Hofdienstkuppel war aus grünem Saffianleder mit Silberbortenbesatz und silbernen Schnallen. Der Radmantel war rund geschnitten und mit roten Parolis ausgestattet. Der Leibgürtel bestand aus Silber und grünseidenen Schnüren. Ebenfalls zum Hofdienst (allerdings nur zu Fuß) gehörte ein 90 cm langer, schwarzer Ebenholzstock als Kommandostock.
Das von den Gardechargen und Garden getragene Pantherfell war mit einer 3,3 cm breiten Verbrämung eingefasst, die aus gleichseitigen Dreiecken bestand. Das Fell hatte eine grüne Seidenfütterung, die Pantheraugen waren aus Glas, Gebiss und Tatzen aus Silber. Die rechte Hintertatze hatte ein ovales, silbernes Schild auf dessen äußerer Seite sich ein erhabener Doppeladler mit ungarischem Landeswappen befand.
Gardechargen und Garden waren durch eine Kartusche gekennzeichnet. In Form und Größe glich sie der Patronentasche der Kavallerieoffiziere, hatte jedoch eine Fütterung aus grünem Samt. Die Seitenwände und der Boden waren aus Holz gefertigt, mit Silber überzogen und mit aufmontierten, vergoldeten Bügeln und Traghaken versehen. Auf dem silbernen Kartuschendeckel mit Randeinfassung war ein vergoldeter kaiserlicher Doppeladler mit dem ungarischen Landeswappen aus vergoldeter Bronze angebracht. Die Kartusche wurde von einem Lederriemen getragen, welcher mit grünem Samt überzogen und an den Außenseiten mit einer 5 cm breiten Silberborte verziert war. Diese Borte hatte jeweils in der Mitte mit einem Streifen aus grüner Seide.
Zur Paradeuniform trug man eine Kutschma aus schwarzem Fell mit krapprotem Tuchsack und goldener Schnurverzierung (ähnlich dem Tschako der Husarenoffiziere) und einem Reiherbusch. Die Sommerattila bestand aus stahlgrünem Tuch in Schnitt und Form wie für Husarenoffiziere, mit Schnüren und Rosetten aus Silber und weißmetallenen Oliven. Die Ärmel waren bei den Garden unterhalb der Vitéz Kötés mit 3,3 cm breiten Silberborten ausgestattet; am Kragen führten sie goldene Rangsterne. Die Stabsoffiziere entsprachen den Stabsoffizieren der Husaren. Die Winterattila war ebenfalls aus stahlgrünem Tuch und entsprach in Schnitt und Form derjenigen der Husarenoffiziere, jedoch mit weißmetallenen Oliven, sowie silbernen Schnüren und Rosetten. Soweit vorhanden, entsprachen die Silberborten jenen der Sommerattila. Die krapprote Stiefelhose war die der Husarenoffiziere mit silberner Verschnürung. Die Fußbekleidung bestand aus schwarzen Tschismen (Husarenstiefel).
Zusätzlich gab es noch die Feldkappe mit weißen Knöpfen und Generalsdessin, sowie den Mantel entsprechend dem der Generale ungarischer Uniform; jedoch mit weißen Knöpfen. Dieser wurde zur Ausgangsadjustierung getragen.

## Museale Rezeption

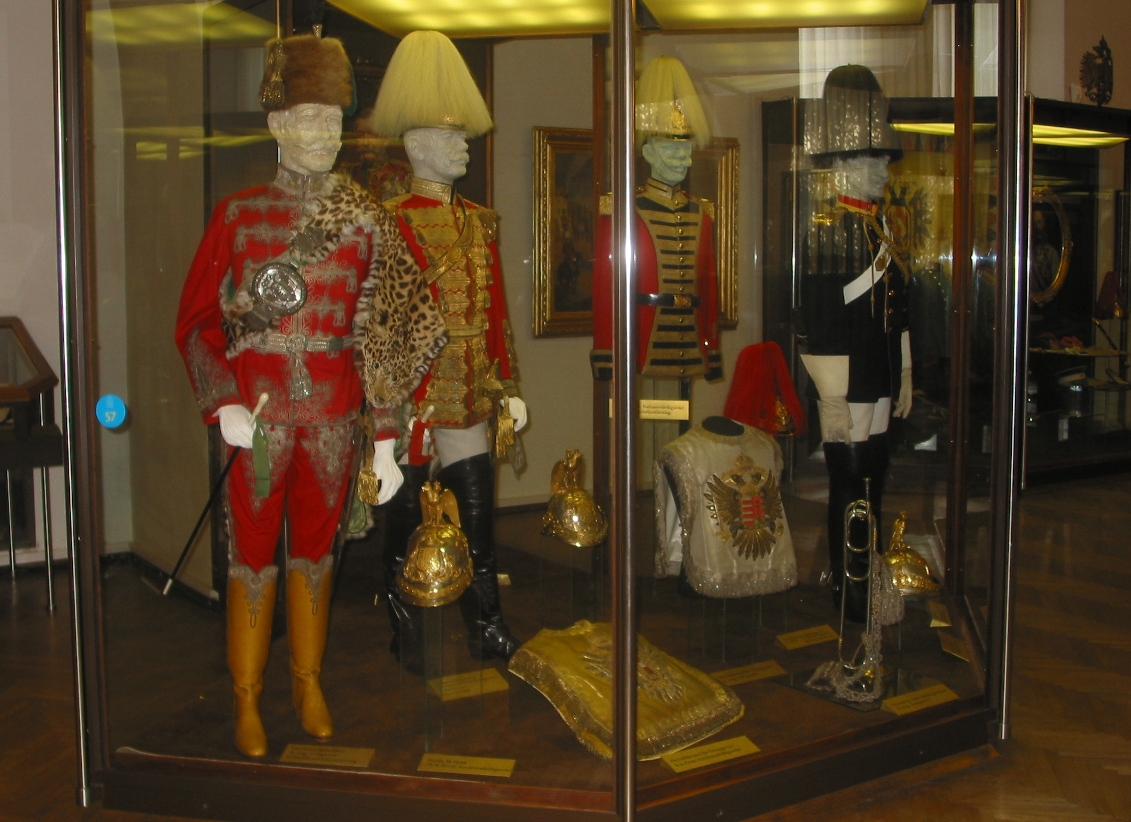
Uniformen der Leibgarden des Kaisers von Österreich im HGM (von l. n. r.: k.u. Leibgarde, Arcièren-Leibgarde, k.u.k. Trabantenleibgarde und k.u.k. Leibgardereitereskadron).

Im Heeresgeschichtlichen Museum in Wien sind die sehr glanzvollen und dementsprechend aufwändigen Adjustierungen der Garden ausgestellt. Zu sehen sind Monturen der k.u. Leibgarde, k.k. Ersten Arcièren-Leibgarde, k.u.k. Leibgardereitereskadron und der k.u.k. Trabantenleibgarde.